# Хотел „Праг” у Београду
Хотел "Праг" у Београду се налази на углу Балканске улице и улице краљице Наталије у Београду. Грађен је од маја до јуна 1929. године као угаони објекат у art deco стилу по пројекту архитекте Ђуре Борошића. Наручиоци су биле Евгенија Милачевић и Наталија Марић. Проглашена је за споменик културе 2013. године као непокретно културно добро у надлежности Завода за заштиту споменика културе града Београда.

## Историјат
После Првог светског рата, Београд је постао престоница новостворене државе Краљевине Срба, Хрвата и Словенца, а врло брзо и извозно увозни центар у који су долазили бројни трговци и предузетници. У међуратном период повећао се прилив становништва из унутрашњости у престоницу, а Београд је постао и занимљива туристичка дестинација. Све ово довело је до потребе за израдњом нових хотела како би се решио задатак обезбеђења потребних угоститељских капацитета, али и атрактивних локација и комфора који су гости захтевали. У овом периоду су обновљени многи стари хотели у центру града, али и подигнути нови. Један од новоподигнутих био је и хотел "Праг" грађен у периоду од маја до јуна 1929. године. Подигнут је на месту старијег и трошног објекта, на имању београдског адвоката Радомира Милаћевића, на одличној локацији, на углу улица Балканске и Краљице Наталије. Сопственици хотела биле су Евгенија Милаћевић, ћерка адвоката Милаћевића и Наталија Марић. У њиховом власништву хотел је остао до 1948. год. када га је преузело Министарство унутрашњих послова ФНРЈ.

## Архитектура
Маркантни угаони објекат, првобитно четвороспратни, обликован је у стилу ар декоа. У основи су формирана два тракта у правцу регулације две важне београдске улице. Између трактова, у којима су смештени ресторани, собе и сервисне просторије, постављене су вертикалне комуникације – лифт и овално степениште. Објекат је дограђен и надзидан 1936. године, према пројекту истог архитекте, и 1977. године. Чистоти архитектонског концепта доприноси степеновање високог угаоног фронта, безорнаменталних зидних маса и архитектонске пластике, који уз сегменте хоризонталне артикулације тамнијег тона и светлу рељефну фасадну скулптуру успостављају ефекте полихромије на фасади. Рељефне панеле са алегоријским фигуралним представама израдио је скулптор Светомир Почек. Репрезентативно здање, први и један од ретких хотелских објеката у Београду изведених у стилу ар декоа, чији је пројекат представљан на изложбама модерне архитектуре у Београду и Прагу, представља упечатљиво ауторско остварење значајног београдског архитекте.